# Дырники
Ды́рники (также дыромоляи, щельники, окнопоклонники) — старообрядческая группа беспоповцев-самокрещенцев, отличающихся от остальных старообрядцев в основном тем, что отрицают иконы как осквернённые образа и молятся строго на восток, для чего в стенах домов проделывают отверстия, чтобы иметь возможность молиться в зимнее время. Данная группа является ответвлением нетовщины, которая в свою очередь, является одним из направлений беспоповства.

## Основные отличия от старообрядчества
Почти во всех убеждениях дырники полностью согласны с остальными самокрещенцами, из среды которых и вышли, за исключением некоторых отличий.
- Дырники не признают над собой религиозных наставников.

- Дырники не почитают икон, написанных после церковной реформы патриарха Никона, поскольку священники, рукоположённые до реформы, уже умерли, а освятить «новые» иконы кроме них больше никто не может. Иконы же, написанные до реформы, дырники также не признают, поскольку считают их осквернёнными от принадлежности их «еретикам». Именно данные убеждения послужили поводом к принятию дырниками решения молиться в сторону востока.

- Также у дырников отсутствуют специальные помещения для проведения богослужений (поскольку их также некому освятить), поэтому летом члены группы молятся под открытым небом, а зимой для этих целей проделывают в стенах своих домов специальные отверстия (дыры или окна), поскольку молиться сквозь стену дома или сквозь застеклённое окно почитается дырниками за грех. Отверстия закрываются специальными затычками.

## Существование секты в настоящее время
Численность дырников даже на конец XX века была незначительной. Проживали преимущественно в Центральной Сибири.
Согласно данным территориального органа Федеральной службы государственной статистики по Республике Коми, вполне возможно, что там проживает некоторое количество дырников. Кроме того, во время Всероссийской переписи населения, проводившейся в 2010 году, дырники также были включены в алфавитный перечень национальностей Росстата, что является ошибкой, поскольку самоназвание «дырник» является не национальностью, а формой православного старообрядческого вероисповедания.
Религиовед П. И. Пучков отметил, что учёные Института этнологии и антропологии Российской академии наук, изучившие конфессиональный состав государства, изобразили его графически в виде карты религий России, на которой, нанесли «и малоизвестные верования, даже те, которые считались исчезнувшими — „дырники“, „средники“, „мельхиседеки“».